# Association Sportive de Saint-Étienne Loire 2016-2017 (femminile)
Questa voce raccoglie le informazioni riguardanti la squadra femminile dell'Association Sportive de Saint-Étienne Loire nelle competizioni ufficiali della stagione 2016-2017.

## Divise e sponsor
La grafica è la stessa adottata dal Saint-Étienne maschile. Lo sponsor tecnico, forniture delle tenute da gioco, è Le Coq sportif, mentre lo sponsor ufficiale è Eovi Mcd mutuelle. La prima maglia è interamente verde ed il colletto presenta ai margini la bandiera francese in quanto si è tenuto l'Europeo di calcio in Francia; i pantaloncini sono bianchi ed i calzettoni verdi. La seconda maglia, invece, è completamente bianca con colletto verde, i pantaloncini sono verdi e i calzettoni sono bianchi.
| Casa | Trasferta |

## Organigramma societario
Area tecnica
- Allenatore: Hervé Didier
- Vice allenatore:
- Preparatore dei portieri:
- Preparatore atletico:
- Medico sociale:
- Fisioterapista:

## Rosa
| N. |                    | Ruolo | Calciatrice      |
| -- | ------------------ | ----- | ---------------- |
| 1  | Francia (bandiera) | P     | Mylène Chavas    |
| 3  | Francia (bandiera) | D     | Meryl Cirri      |
| 5  | Francia (bandiera) | D     | Marion Boishardy |
| 6  | Francia (bandiera) | C     | Aude Moreau      |
| 7  | Francia (bandiera) | A     | Léonie Fleury    |
| 8  | Francia (bandiera) | C     | Candice Gherbi   |
| 9  | Francia (bandiera) | C     | Maëlle Garbino   |
| 10 | Francia (bandiera) | A     | Lucie Pingeon    |
| 11 | Francia (bandiera) | A     | Audrey Chaumette |
| 14 | Francia (bandiera) | D     | Noémie Carage    |
| 15 | Francia (bandiera) | C     | Ninon Blanchard  |
| 16 | Francia (bandiera) | P     | Melodie Carré    |
| 17 | Francia (bandiera) | A     | Rose Lavaud      |
| 18 | Francia (bandiera) | A     | Namnata Traoré   |

| N. |                    | Ruolo | Calciatrice         |
| -- | ------------------ | ----- | ------------------- |
| 19 | Francia (bandiera) | C     | Eloïse Vallet       |
| 20 | Francia (bandiera) | D     | Morgane Courteille  |
| 21 | Francia (bandiera) | C     | Maéva Clémaron      |
| 22 | Francia (bandiera) | C     | Julie Peruzzetto    |
| 23 | Francia (bandiera) | D     | Teninsoun Sissoko   |
| 24 | Francia (bandiera) | C     | Coralie Digonnet    |
| 25 | Francia (bandiera) | D     | Morgane Martins     |
| 26 | Francia (bandiera) | D     | Charlotte Gauvin    |
| 27 | Francia (bandiera) | C     | Marion Blanc Gonnet |
| 28 | Francia (bandiera) | D     | Ophélie Brevet      |
| 29 | Francia (bandiera) | A     | Kelly Gago          |
| 30 | Francia (bandiera) | P     | Laura Suchère       |
| 32 | Francia (bandiera) | D     | Jade Dauriat        |

## Calciomercato

### Sessione estiva
| Acquisti | Acquisti         | Acquisti        | Acquisti   |
| R.       | Nome             | da              | Modalità   |
| -------- | ---------------- | --------------- | ---------- |
| P        | Mélodie Carré    | VGA Saint-Maur  | definitivo |
| D        | Marion Boishardy | Guingamp        | definitivo |
| D        | Noémie Carage    | Guingamp        | definitivo |
| D        | Morgane Martins  | Yzeure          | definitivo |
| C        | Maëlle Garbino   | Olympique Lione | definitivo |
| C        | Lucie Pingeon    | Olympique Lione | definitivo |

| Cessioni | Cessioni               | Cessioni            | Cessioni    |
| R.       | Nome                   | a                   | Modalità    |
| -------- | ---------------------- | ------------------- | ----------- |
| P        | Arianna Criscione      | Kungsbacka DFF      | definitivo  |
| P        | Pauline Peyraud-Magnin | Olympique Marsiglia | in prestito |
| D        | Sabrina Viguier        | Limhamn Bunkeflo    | definitivo  |
| A        | Sarah Palacin          | Paris Saint-Germain | definitivo  |

## Risultati

### Division 1

#### Girone di andata
| Arbitro: | Dallongeville |

|            |           |            |
| Traoré 75’ | Marcatori | 46’ Noiran |

| Arbitro: | Buffart |

|  |           |                                                        |
|  | Marcatori | 3’, 12’, 18’ Chaumette 28’, 63’ Peruzzetto 72’ Garbino |

| Arbitro: | Guillemin |

|  |           |                                                        |
|  | Marcatori | 44’ Abily 71’ Hegerberg 82’ Majri 90+1’ (rig.) Kumagai |

| Arbitro: | Bonnin |

|                                      |           |  |
| Haupais 45’ Dekker 57’ Jakobsson 76’ | Marcatori |  |

| Arbitro: | Dallongeville |

|                           |           |                           |
| Chaumette 41’ Garbino 60’ | Marcatori | 48’ Babinga 59’ Bourgouin |

| Arbitro: | Loidon |

|  |           |                                |
|  | Marcatori | 15’, 45’ Garbino 29’ Chaumette |

| Arbitro: | Dallongeville |

|                           |           |  |
| Chaumette 20’ Garbino 62’ | Marcatori |  |

| Saint-Brieuc 20 novembre 2016, ore 14:00 CET 8ª giornata | Guingamp | 0 – 0 referto | Saint-Étienne | Stadio Fred Aubert (330 spett.)\| Arbitro: \| Bonnin \| |
| Arbitro:                                                 | Bonnin   |               |               |                                                         |

| Arbitro: | Bonnin |

|  |           |                                                    |
|  | Marcatori | 11’, 38’ Cristiane 24’, 58’ Delie 64’, 77’ Boquete |

| Albi 11 dicembre 2016, ore 14:30 CET 10ª giornata | ASPTT Albi | 0 – 0 referto | Saint-Étienne | Stadio Maurice Rigaud (705 spett.)\| Arbitro: \| Loidon \| |
| Arbitro:                                          | Loidon     |               |               |                                                            |

| Arbitro: | Cruchon |

|  |           |                     |
|  | Marcatori | 32’ Lozé 56’ Asseyi |

#### Girone di ritorno
| Arbitro: | Cruchon |

|             |           |                  |
| Pingeon 12’ | Marcatori | 65’, 90+1’ Pekel |

| Arbitro: | Coppola |

|             |           |  |
| Hurault 40’ | Marcatori |  |

| Arbitro: | Cruchon |

|                                           |           |  |
| Boquete 8’ Delie 23’, 90+2’ Cristiane 26’ | Marcatori |  |

| Arbitro: | Bagrowski |

|  |           |               |
|  | Marcatori | 61’ Mijatović |

| Saint-Étienne 19 marzo 2017, ore 15:00 CET 16ª giornata | Saint-Étienne | 0 – 0 referto | Bordeaux | Stadio dell'Etivallière R1 (265 spett.)\| Arbitro: \| Loidon \| |
| Arbitro:                                                | Loidon        |               |          |                                                                 |

| Arbitro: | Maubacq |

|                                   |           |  |
| Gréboval 47’ Thiney 63’ Diani 82’ | Marcatori |  |

| Arbitro: | Buffart |

|                                                               |           |  |
| Houara 8’, 12’ Mbock Bathy 24’ Le Sommer 49’, 73’ Lavogez 71’ | Marcatori |  |

| Arbitro: | Beyer |

|  |           |                                                                             |
|  | Marcatori | 4’ Cayman 10’, 37’ Gauvin 67’ Agard 78’ Léger 81’, 84’ Thomas 90+3’ Toletti |

| Arbitro: | Bonnin |

|              |           |                     |
| Lemaître 41’ | Marcatori | 90+4’ (aut.) Daniel |

| Arbitro: | Cruchon |

|                          |           |                 |
| Lozé 2’ Asseyi 5’, 90+1’ | Marcatori | 90+3’ Chaumette |

| Arbitro: | Bagrowski |

|  |           |                |
|  | Marcatori | 54’ Oparanozie |

### Coppa di Francia
| 7 gennaio 2017, ore --:-- CET 2º turno federale                               | Saint-Étienne | 3 – 0 referto | Vendenheim |  |
| \| \| \| \| \| Chaumette 41’ Pingeon 58’ Huet 90+1’ (aut.) \| Marcatori \| \| |               |               |            |  |
|                                                                               |               |               |            |  |
| Chaumette 41’ Pingeon 58’ Huet 90+1’ (aut.)                                   | Marcatori     |               |            |  |

| 29 gennaio 2017, ore --:-- CET Sedicesimi di finale                                       | Nancy     | 1 – 3 referto                         | Saint-Étienne |  |
| \| \| \| \| \| Ngo Ndoumbouk 84’ \| Marcatori \| 30’ Pingeon 52’ Lavaud 69’ Peruzzetto \| |           |                                       |               |  |
|                                                                                           |           |                                       |               |  |
| Ngo Ndoumbouk 84’                                                                         | Marcatori | 30’ Pingeon 52’ Lavaud 69’ Peruzzetto |               |  |

| 19 febbraio 2017, ore 15:00 CET Ottavi di finale                                                                      | Rousset   | 1 – 7 referto                                                           | Saint-Étienne | (300 spett.) |
| \| \| \| \| \| Pradier 53’ \| Marcatori \| 9’ Chaumette 16’ Lavaud 26’, 55’ Gherbi 42’ Pingeon 57’, 82’ Peruzzetto \| |           |                                                                         |               |              |
| |           |                                                                         |               |              |
| Pradier 53’ | Marcatori | 9’ Chaumette 16’ Lavaud 26’, 55’ Gherbi 42’ Pingeon 57’, 82’ Peruzzetto |               |              |

| Arbitro: | Guillemin |

|  |           |            |
|  | Marcatori | 41’ Lavaud |

| Saint-Germain-en-Laye 16 aprile 2017, ore 15:00 CEST Semifinale                            | Paris Saint-Germain | 4 – 1 referto   | Saint-Étienne | Stadio Georges Lefèvre |
| \| \| \| \| \| Andonova 18’, 35’ Delie 21’ Delannoy 61’ \| Marcatori \| 90+1’ Chaumette \| |                     |                 |               |                        |
|                                                                                            |                     |                 |               |                        |
| Andonova 18’, 35’ Delie 21’ Delannoy 61’                                                   | Marcatori           | 90+1’ Chaumette |               |                        |

## Statistiche

### Statistiche di squadra
| Competizione     | Punti | In casa | In casa | In casa | In casa | In casa | In casa | In trasferta | In trasferta | In trasferta | In trasferta | In trasferta | In trasferta | Totale | Totale | Totale | Totale | Totale | Totale | DR  |
| Competizione     | Punti | G       | V       | N       | P       | Gf      | Gs      | G            | V            | N            | P            | Gf           | Gs           | G      | V      | N      | P      | Gf     | Gs     | DR  |
| ---------------- | ----- | ------- | ------- | ------- | ------- | ------- | ------- | ------------ | ------------ | ------------ | ------------ | ------------ | ------------ | ------ | ------ | ------ | ------ | ------ | ------ | --- |
| Division 1       | 15    | 11      | 1       | 3       | 7       | 6       | 27      | 11           | 2            | 3            | 6            | 12           | 21           | 22     | 3      | 6      | 13     | 18     | 48     | -30 |
| Coppa di Francia | -     | 1       | 1       | 0       | 0       | 3       | 0       | 4            | 3            | 0            | 1            | 12           | 6            | 5      | 4      | 0      | 1      | 15     | 6      | +9  |
| Totale           | -     | 12      | 2       | 3       | 7       | 9       | 27      | 15           | 5            | 3            | 7            | 24           | 27           | 27     | 7      | 6      | 14     | 33     | 54     | -21 |

### Andamento in campionato
| Giornata  | 1 | 2 | 3 | 4 | 5 | 6 | 7 | 8 | 9 | 10 | 11 | 12 | 13 | 14 | 15 | 16 | 17 | 18 | 19 | 20 | 21 | 22 |
| --------- | - | - | - | - | - | - | - | - | - | -- | -- | -- | -- | -- | -- | -- | -- | -- | -- | -- | -- | -- |
| Luogo     | C | T | C | T | C | T | C | T | C | T  | C  | C  | T  | T  | C  | C  | T  | T  | C  | T  | T  | C  |
| Risultato | N | V | P | P | N | V | V | N | P | N  | P  | P  | P  | P  | P  | N  | P  | P  | P  | N  | P  | P  |
| Posizione | 8 | 3 | 6 | 7 | 7 | 5 | 5 | 4 | 5 | 5  | 6  | 8  | 8  | 8  | 10 | 9  | 9  | 10 | 10 | 10 | 10 | 11 |

Legenda:

Luogo: C = Casa; T = Trasferta. Risultato: V = Vittoria; N = Pareggio; P = Sconfitta.

### Statistiche delle giocatrici
| Giocatore    | Division 1 | Division 1 | Division 1  | Division 1 | Coppa di Francia | Coppa di Francia | Coppa di Francia | Coppa di Francia | Totale   | Totale | Totale      | Totale     |
| Giocatore    | Presenze   | Reti       | Ammonizioni | Espulsioni | Presenze         | Reti             | Ammonizioni      | Espulsioni       | Presenze | Reti   | Ammonizioni | Espulsioni |
| ------------ | ---------- | ---------- | ----------- | ---------- | ---------------- | ---------------- | ---------------- | ---------------- | -------- | ------ | ----------- | ---------- |
| N. Blanchard | 1          | 0          | 0           | 0          | -                | -                | -                | -                | 1        | 0      | 0           | 0          |
| M. Boishardy | 17         | 0          | 1           | 0          | -                | -                | -                | -                | 17       | 0      | 1           | 0          |
| O. Brevet    | 0          | 0          | 0           | 0          | -                | -                | -                | -                | 0        | 0      | 0           | 0          |
| N. Carage    | 18         | 0          | 3           | 0          | 1                | 0                | 0                | 0                | 19       | 0      | 3           | 0          |
| M. Carré     | 5          | -9         | 1           | 0          | 1                | -1               | 0                | 0                | 6        | -10    | 1           | 0          |
| M. Chavas    | 17         | -39        | 1           | 0          | 2                | -5               | 0                | 0                | 19       | -44    | 1           | 0          |
| A. Chaumette | 20         | 7          | 0           | 0          | 3                | 2                | 0                | 0                | 23       | 9      | 0           | 0          |
| K. Gago      | 9          | 0          | 0           | 0          | 2                | 0                | 0                | 0                | 11       | 0      | 0           | 0          |
| M. Garbino   | 14         | 5          | 0           | 0          | 1                | 0                | 0                | 0                | 15       | 5      | 0           | 0          |
| J. Dauriat   | 0          | 0          | 0           | 0          | -                | -                | -                | -                | 0        | 0      | 0           | 0          |
| F. Mihatsek  | 1          | -1         | 0           | 0          | -                | -                | -                | -                | 1        | -1     | 0           | 0          |
| L. Suchère   | 1          | 0          | 0           | 0          | 0                | 0                | 0                | 0                | 1        | 0      | 0           | 0          |